# Комо (Тексас)
Комо (енгл. Como) град је у америчкој савезној држави Тексас. По попису становништва из 2010. у њему је живело 702 становника.

## Демографија
Према попису становништва из 2010. у граду је живело 702 становника, што је 81 (13,0%) становника више него 2000. године.
| Група             | 2000.       | 2010.       |
| Белци             | 476 (76,7%) | 490 (69,8%) |
| Афроамериканци    | 18 (2,9%)   | 8 (1,1%)    |
| Азијати           | 0 (0,0%)    | 2 (0,3%)    |
| Хиспаноамериканци | 119 (19,2%) | 189 (26,9%) |
| Укупно            | 621         | 702         |